# Benzamida
La benzamida és un sòlid blanc amb la fórmula química C₇H₇NO. És un derivat de l'àcid benzoic. És lleugerament soluble en l'aigua bullent, alcohol, èter i en molts solvents orgànics. Certes benzamides substituïdes tenen propietats farmacològiques, especialment com neurolèptics i antipsicòtics. Un exemple és l'amisulprida. Va ser descoberta per Friedrich Wöhler.

## Derivats químics
Hi ha un gran nombre de benzamides substituïdes, incloent-hi:
Analgèsics
- Etenzamida
- Salicilamida

Antiemètics/Proquinètics
- Alizaprida
- Bromoprida
- Cinitaprida
- Cisaprida[7]
- Cleboprida
- Dazoprida
- Domperidona
- Itoprida
- Metoclopramida[8]
- Mosaprida
- Prucaloprida
- Renzaprida
- Zacoprida

Antipsicòtics
- Amisulprida

- Levosulpirida
- Nemonaprida
- Remoxiprida
- Sulpirida
- Sultoprida
- Tiaprida

Altres
- Entinostat
- Eticloprida
- Mocetinostat

- Procarbazina

- Racloprida